# Campeonato Brasiliense 2011
In 2011 werd het 53ste Campeonato Brasiliense gespeeld voor clubs uit het Federaal District, waartoe de hoofdstad Brasilia behoort. De competitie, ook wel Candangão genaamd, werd  georganiseerd door de FBF en werd gespeeld van 15 januari tot 14 mei. Brasiliense werd kampioen.

## Eerste toernooi
| Plaats | Club            | Wed. | W  | G | V  | Saldo | Ptn. |
| ------ | --------------- | ---- | -- | - | -- | ----- | ---- |
| 1.     | Brasiliense     | 14   | 10 | 4 | 0  | 27:8  | 34   |
| 2.     | Formosa         | 14   | 5  | 7 | 2  | 19:12 | 22   |
| 3.     | Botafogo        | 14   | 5  | 7 | 2  | 21:16 | 22   |
| 4.     | Gama            | 14   | 5  | 6 | 3  | 22:15 | 21   |
| 5.     | Ceilândia       | 14   | 5  | 6 | 3  | 19:16 | 21   |
| 6.     | Ceilandense     | 14   | 4  | 3 | 7  | 13:20 | 15   |
| 7.     | Brasília        | 14   | 3  | 2 | 9  | 14:25 | 11   |
| 8.     | CFZ de Brasília | 14   | 1  | 1 | 12 | 17:40 | 4    |

|  | Geplaatst voor tweede toernooi |
|  | Degradatie                     |

## Tweede toernooi
| Plaats | Club        | Wed. | W | G | V | Saldo | Ptn. |
| ------ | ----------- | ---- | - | - | - | ----- | ---- |
| 1.     | Gama        | 6    | 4 | 0 | 2 | 9:8   | 12   |
| 2.     | Brasiliense | 6    | 3 | 1 | 2 | 9:6   | 10   |
| 3.     | Formosa     | 6    | 3 | 1 | 2 | 11:12 | 10   |
| 4.     | Botafogo    | 6    | 1 | 0 | 5 | 6:9   | 3    |

|  | Finale om de titel |

### Finale
Bij gelijkspel won de club met het beste resultaat over beide toernooien.
|            |          |       |               |                                     |
| 7 mei Heen | Gama     | 3 – 1 | Brasiliense   | Bezerrão, Gama Toeschouwers: 14.912 |
| 7 mei Heen | Hugo 87' |       | 90+1' Raphael | Bezerrão, Gama Toeschouwers: 14.912 |

|              |             |       |      |                                          |
| 14 mei Terug | Brasiliense | 0 – 0 | Gama | Serejão, Taguatinga Toeschouwers: 15.645 |
| 14 mei Terug |             |       |      | Serejão, Taguatinga Toeschouwers: 15.645 |

### Kampioen
| Campeonato Brasiliense de 2011  |
| Federaal District               |
| ------------------------------- |
| BRASILIENSE Kampioen (7° titel) |